# 鏗鏘集
《鏗鏘集》，是香港電台電視部製作的每週新聞紀錄片電視節目，內容圍繞香港政治、經濟、教育、社會民生、弱勢社群、環保、中國現況、國際視野等，議題廣泛。其後無綫電視的《新聞透視》、《星期×檔案》系列及Now TV的《經緯線》等節目與《鏗鏘集》的節目模式相似。節目於1978年3月5日首播，首集名為《金飯碗》，是香港最長壽的新聞紀錄片電視節目，過去多年曾得到多個國際新聞、傳媒等獎項。

## 歷史
曾為《鏗鏘集》擔任旁述的有李學儒、殷巧兒、劉家傑、陳志雲、陳耀華、張炳強、鍾子綸、張國良、韋以莊、李慧妍、鄧藹霖、林武山、潘福炎、王永祥、黃麗娟、許金峰、葉冠霖、周萬聰、蘇敬恆、衛立言等，現任旁述為劉焯文。

### 節目演變
《鏗鏘集》開播初期，主要有戲劇等成分，亦曾拍攝藝人MV，其後節目經過多次改革，逐漸演變為紀錄片和幕後解說相結合的時事節目。
《鏗鏘集》曾於1990年11月至1996年5月期間不定時推出《鏗鏘集·兒童系列》，內容主要圍繞香港當地兒童成長。
值得一提的是，《鏗鏘集》自開播以來，從來沒有安排在麗的電視第一台（後改名亞洲電視中文台／黃金台／本港台）播映；但1986年底至1992年底期間，亞洲電視英文台／鑽石台（1989年2月改名「國際台」）卻曾偶然播放過節目之英文版Hong Kong Connection，並以每週一次播放（1993年7月起改由無線明珠台播放直至2017年9月停播，2018年8月改由奇妙電視旗下的香港國際財經台播放）。
2017年1月9日至2017年3月31日，港台電視推出60集節目《時代的記錄-鏗鏘集》，由李家文、高芳婷主持，節目從《鏗鏘集》三十多年，過千個故事當中，嘗試梳理出香港城市脈搏的起伏高低，以專題形式跟觀眾回顧香港歷史。
2019年7月29日，《鏗鏘集》播出節目《721 元朗黑夜》，介紹元朗襲擊事件的事發經過。節目按時序重組了當晚從現場拍攝的不同片段，訪問當事人，責問警方為何在當時失蹤。就在影片獲得網民的讃好，在YouTube和Facebook上獲得300多萬點擊量時，消息指電視廣播有限公司會抽起下星期的節目。不過，節目組之後在Facebook專頁回應市民的憂慮，澄清原星期一時段會一連四星期播放《鏗鏘說》，新一期《鏗鏘集》改為星期三晚7點半在港台電視31、31A播出。
《鏗鏘集》因為涉及敏感的時事題材，時常被中國大陸封殺，在無綫電視翡翠台直播時，廣東有線會用預先錄製節目覆蓋部分或者全部內容。但中國大陸人能在香港電台的官網上看到鏗鏘集的全部內容。鑑於通訊局在2020年3月4日宣佈撤銷商營免費電視台播放港台節目規定，無綫電視翌日起隨即抽起所有港台節目並改播其他節目，《鏗鏘集》自此不在無綫電視播出。
由2021年3月起，民政事務局副秘書長李百全空降接任廣播處長後，引入編輯管理機制，審批即日至未來1周的節目，特別是《鏗鏘集》。媒體更傳出高層曾下令要求《鏗鏘集》只許報道民生議題，不准製作涉及六四事件及7.21元朗無差別襲擊事件的相關報道。此舉動疑引發港台電視及機構業務公共事務組監製李賢哲不滿，在同年5月中請辭。而目前《鏗鏘集》亦改由外判團隊負責，沒有再談及政治議題，內容主要圍繞民生事務和令人感動的小故事。

## 播映頻道

#### 現時播映頻道
- 港台電視31（2014年至今）
- 香港國際財經台（2018年至今）

#### 已取消播映頻道
- 無綫電視
  - 翡翠台（中文版，1978年至2020年）
  - 明珠台（英文版，1993年至2017年）
- 亞洲電視英文台／鑽石台／國際台（英文版，1986年至1992年）
  - 英文台（1986年至1987年，頻道改名）
  - 鑽石台（1987年至1989年，頻道改名）
  - 國際台（1989年至1992年）
- 港台電視31A（2016年至2020年）

## 爭議

### 市區重建局聲明反駁
2013年11月12日，市區重建局發表聲明反駁《鏗鏘集》日前有關於觀塘市中心重建項目的報道未能夠反映事實的全部，不能認同節目內有業主指出補償不足以他購置7年樓齡單位。根據市區重建局追蹤及調查，大部分業主均可以在觀塘以至九龍東其他地方重置單位，平均餘款約67萬元。此外，協和街小販市集附近的仁信里政府土地範圍內有34個非住宅佔用人及9個住宅佔用人的搭建物，由於搭建物位處政府土地而未獲得批准，因此佔用人並無業權，市區重建局不能夠提出收購建議。市區重建局認為，上述為歷史遺留的問題，期望以合情合理的原則處理，遂向每位受影響的非住宅佔用人提供約11萬港元特別援助金，此特別安排獲得立法會議員、觀塘區議會和營運者接受。
2013年10月，由愛港之聲、保衛香港運動及匯賢起動發起的監察傳媒聯席近40人於同月31日遊行至灣仔通訊事務管理局辦公室外示威，批評《鏗鏘集》的內容失實、偏頗，認為《鏗鏘集》以「變裂」為題材描繪近年發生的警民衝突，內容帶導向性，包括輯錄同年9月月中香港行政長官梁振英到訪灣仔接觸社區示威場面時，一面倒地引用示威者的意見，企圖使到觀眾相信「警方執法不公，及暗示支持的政府團體橫蠻」，肆意醜化愛國愛港團體，尤其香港電台使用公帑運作，沒有承擔傳媒應有的道德操守及把持中立的報道守則，有負市民期望，而且浪費公帑，要求通訊事務管理局嚴正處理。愛港之聲召集人高達斌批評該集《鏗鏘集》內容不盡不實，只訪問了一些持有既定立場的反對派學者及「所謂的民間記者」，並無任何愛港團體代表在內，而有關於9月月中行政長官到訪灣仔接觸社區諮詢會的內容亦是以偏概全，輕輕帶過人民力量及香港獨立運動份子陳梓進擾亂社會秩序的非法行為，但是就刻意強調愛港之聲成員以頭碰撞現場攝影記者，將普通市民在無故遭到記者近距離拍攝都會作出的「保護行為」，抹黑為愛國愛港團體的「集體行動」，有違傳媒公允報道的守則。

### 香港足球總會行政總裁澄清失實
2013年12月，《鏗鏘集》以《鳳凰計劃》為題材，同月，香港足球總會行政總裁薛基輔在官方部落格澄清《鳳凰計劃》6千萬港元的撥款總額中，香港足球總會僅向香港政府申請了2千5百萬港元。事實上，香港足球總會申請及獲得審批的金額為5千8百萬港元（即97%），現階段並非所有項目的費用都已經報銷，因此某些支出所引起的費用才剛剛入帳，此為正常的現金流情況。此外，香港足球總會及香港政府原則上達成協議，餘下未獲分配的金額（即兩百萬港元）亦會使用於計劃之內。薛基輔表明不理解《鏗鏘集》如何獲得相關失實數據，惟香港足球總會承諾所有撥款將會用得其所。

### 編導查車牌報道元朗襲擊事件被判刑

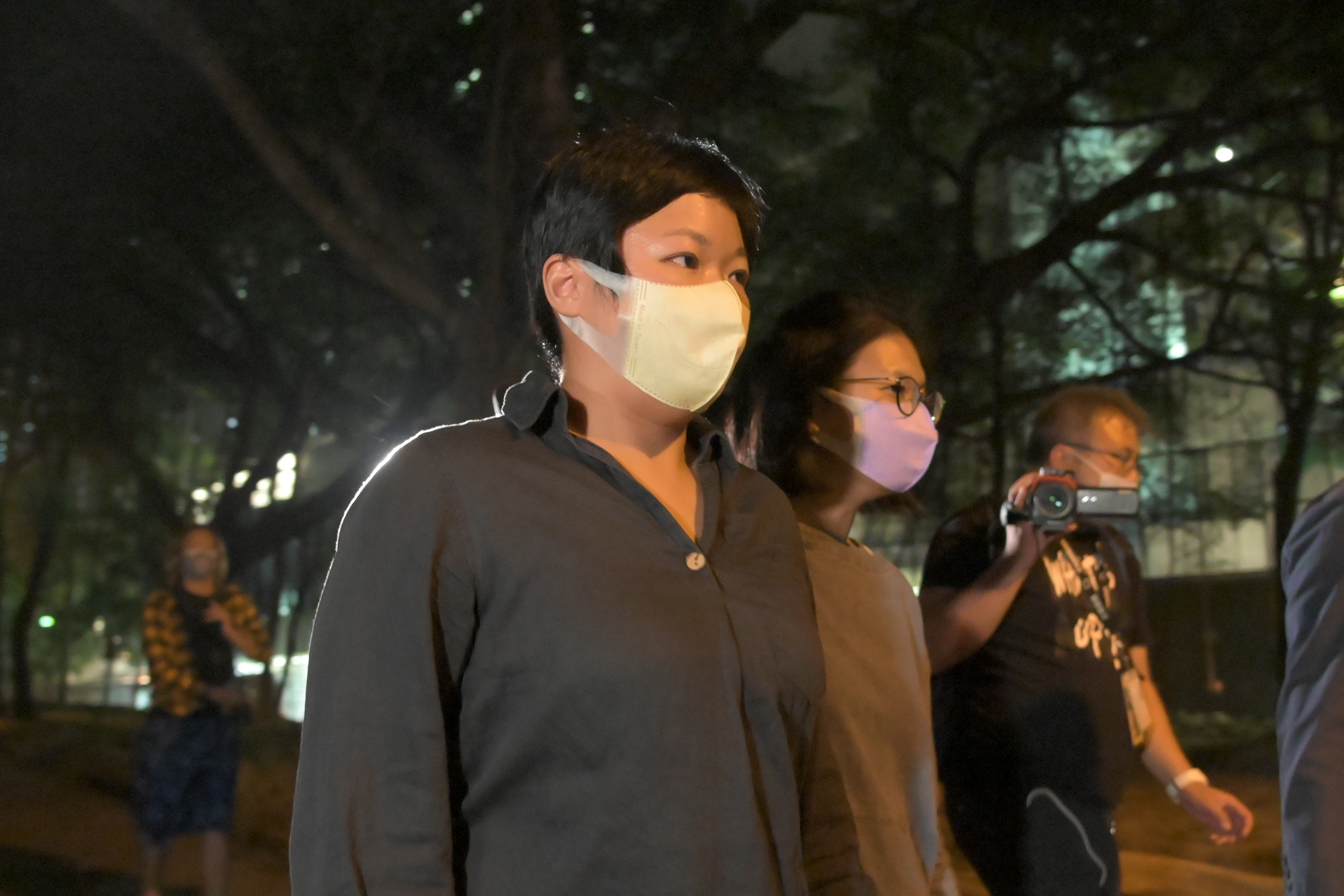
編導蔡玉玲在2020年11月3日晚上10時許獲准保釋。

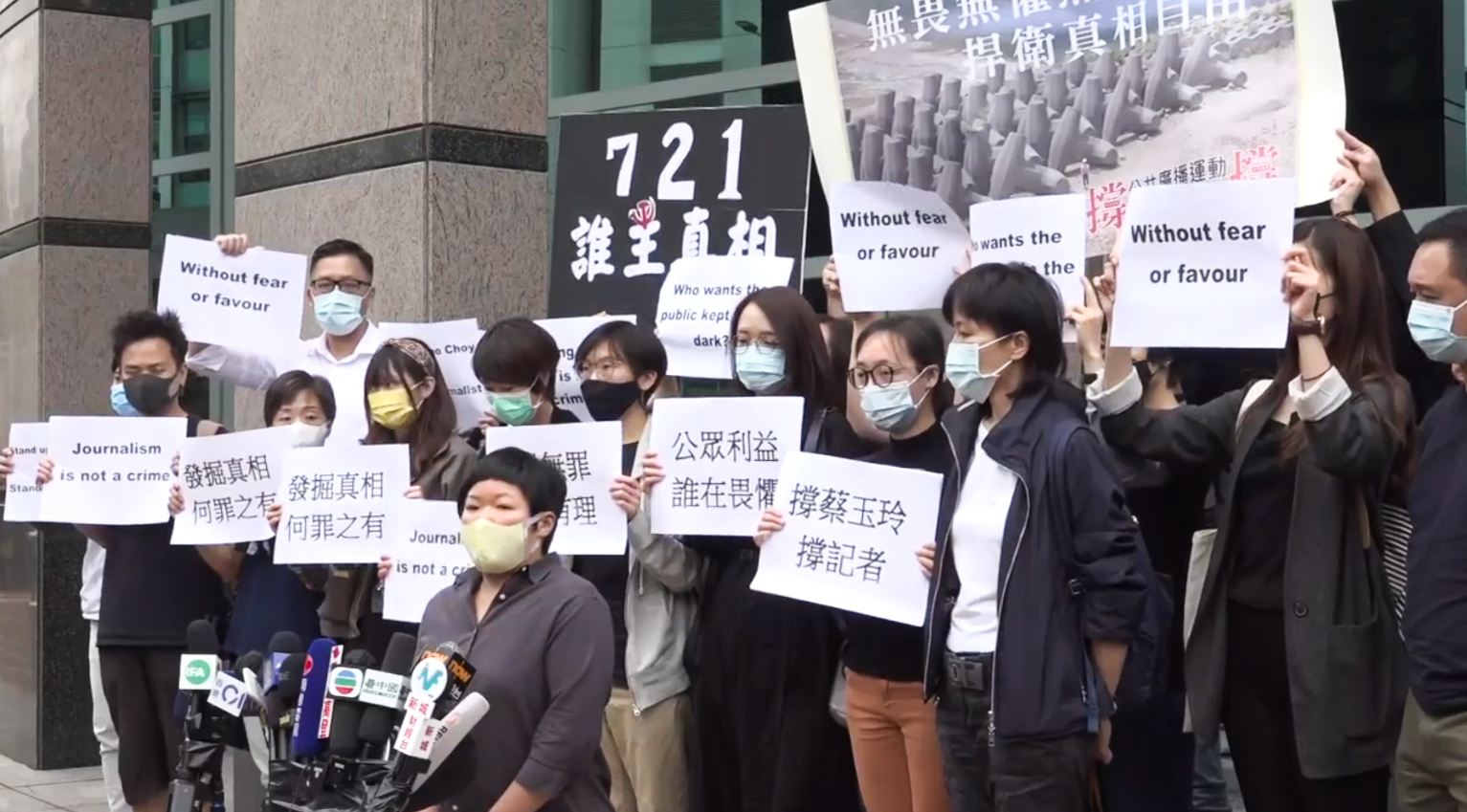
11月10日，編導蔡玉玲涉製作元朗 7.21 專題時以車牌查冊，作出虛假陳述被捕及起訴，早上在粉嶺裁判法院提堂。港台工會、記協以及多名區議員到場聲援。

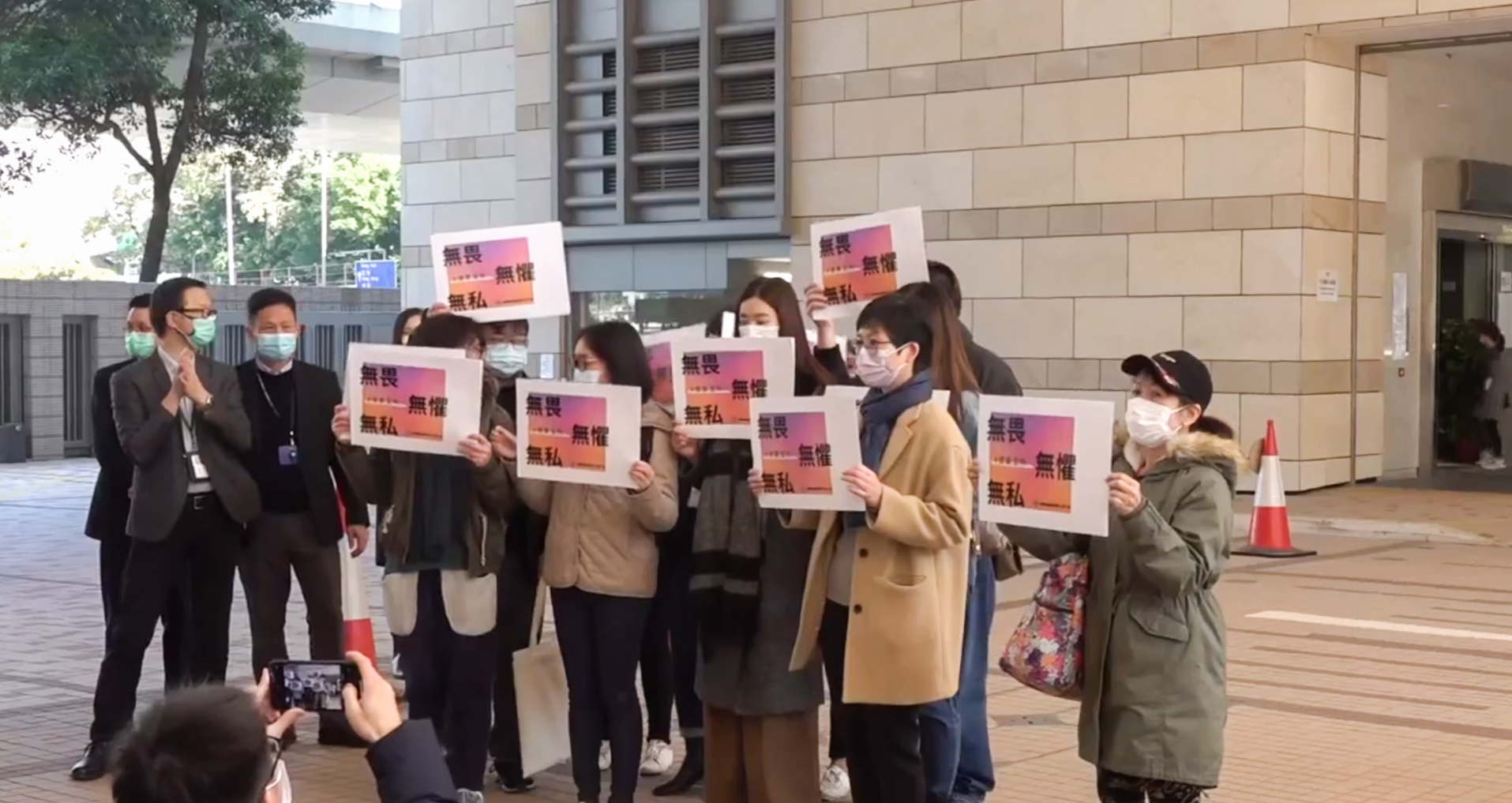
2021年1月14日，蔡玉玲提堂，香港電台節目製作人員工會成員等約10人到場聲援。

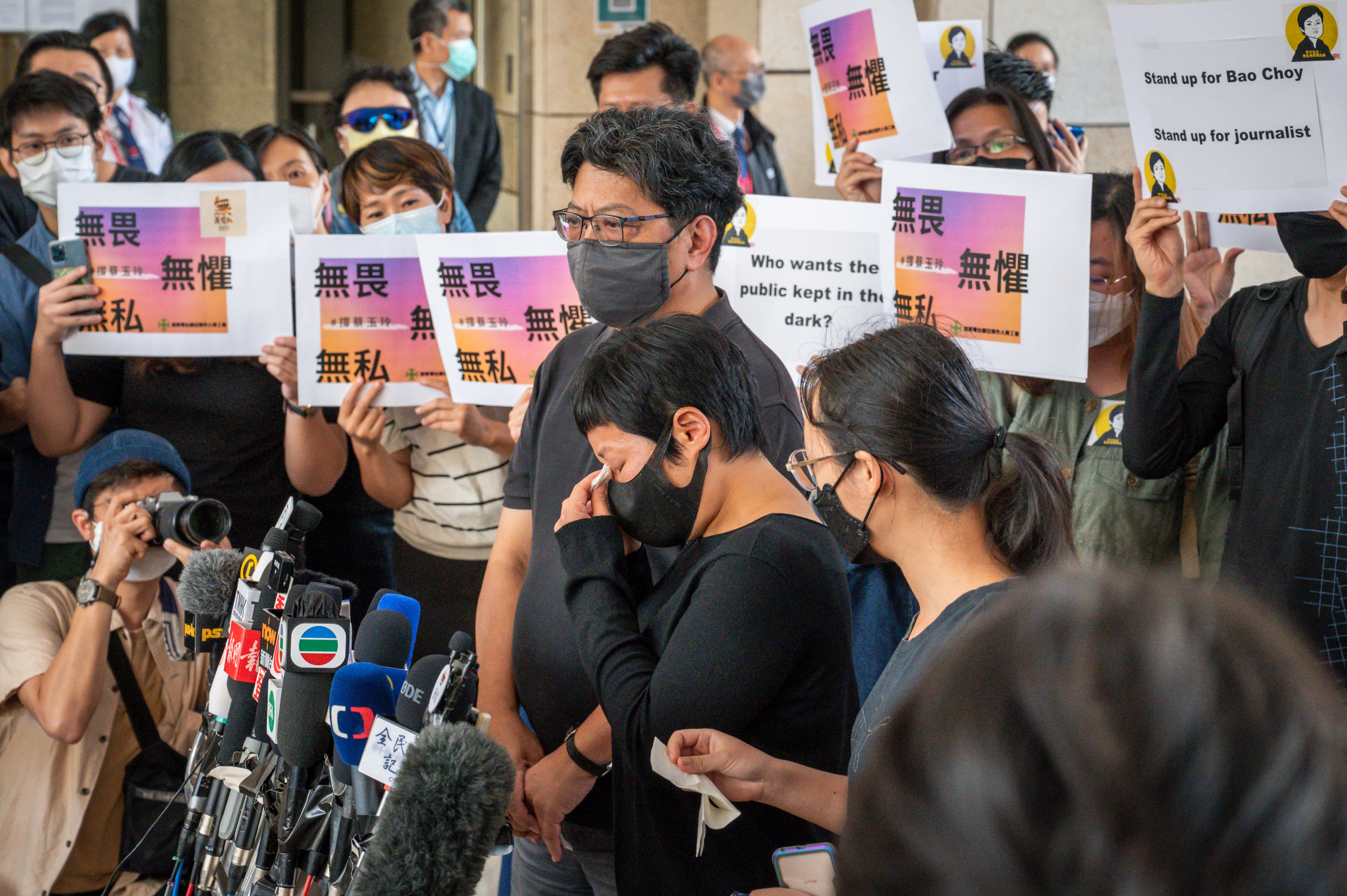
2021年4月22日，港台《鏗鏘集》編導蔡玉玲被主任裁判官徐綺薇宣判為罪名成立後，於庭外聯同香港記者協會主席楊健興等接受訪問，她一度流淚

2020年11月3日，警方拘捕《鏗鏘集》編導蔡玉玲，被指製作元朗721事件週年追蹤節目《721誰主真相》期間查閱車主資料時涉嫌虛假陳述，取得有關車主的個人資料後用於不符合聲明所指用途，違反《道路交通條例》第111（3）條，暫控兩項「為取得道路交通條例下的證明書而作出虛假陳述」罪。新界北總區重案組警員到其位於美孚清麗苑的住所搜查，之後將她帶返大埔警署，到同日晚上10時許獲准保釋，案件在11月10日在粉嶺裁判法院提堂。蔡玉玲離開警署時表示拘捕記者事件恐怕讓公眾擔心警方是否藉此打壓新聞自由，甚至會會否為新聞工作者帶來寒蟬效應，不利於香港或港人。但同時呼籲同業繼續「信守價值，無畏無懼無私」。
事件亦震動新聞界。香港記者協會、香港電台節目製作人員工會等8間傳媒工會組織發聲明，嚴正要求警方交代，並對警方橫蠻無理及荒誕的行動表示極度震驚及憤怒。廣播處長梁家榮形容今次事件確是少有，關注會否出現寒蟬效應，認為整個新聞界應該認真看待事件。民主黨立法會議員林卓廷批評警方拘捕追查真相的記者，卻不拘捕7.21事件當日多名仍然在逃的白衣人，認為十分荒謬。到11月5日，美國國務院首席副發言人布朗在美國駐港澳總領事館的facebook專頁發帖，表示對事件深表關注，表示中國共產黨及其香港代理人必須停止衝擊新聞自由。
警方稱接獲市民投訴，指有人在電視節目中公開報道車主相關資料，懷疑侵犯個人私隱。調查後拘捕一名37歲女子，涉於2020年5至6月，透過運輸署「車輛登記細節證明書」網上系統，取得相關車主的個人資料。而根據查閱車牌網上系統，申請資料時需要在「進行法律程序」、「買賣車輛」及「其他有關交通及運輸的事宜」選項中選擇一項，但沒有一項與新聞工作相關。而去年因反修例運動期間，有警員車牌被「起底」後，網民發現原本申請用途「其他，請註明」一項，改為現時的「其他有關交通及運輸的事宜」。
2021年3月24日，案件在西九龍裁判法院開審，10多名港台節目製作人員工會成員和港台前員工到庭聲援。辯方陳辭時指出示，她查冊是為了查找當日是什麼車輛運輸武器給疑似施襲者，因此屬於交通事宜，陳述均是屬實，採訪明顯涉及公共利益。而控方指採訪及報道並非交通運輸事宜，同時認為車主的資料屬私隱，車主有合理期望對有關資料不會被傳媒用作不是與交通運輸有關的用途。辯方反駁法例未有指出運輸署長有權規限查冊的原因。主任裁判官徐綺薇裁定被告表面證供成立。案件於同年4月22日裁決，主任裁判官徐綺薇認為運輸署長有權限制申請必須符合與「交通及運輸」有關的目的，確保資料不會被市民濫用，對車主私隠造成很大的問題。被告應考慮以其他方法索取資料，例如向運輸署提出書面申請，並非作出虛假陳述。蔡玉玲兩項「明知而作出要項上虛假的陳述」罪罪名成立，每項罪名罰款3000元，合共6000元。案件同時是元朗721事件中首個被定罪判刑的人士，亦是首次有記者因查冊而遭定罪。
蔡玉玲聞判後用紙巾拭淚，她表示不認同判決，形容結果令人傷心和難受。8個新聞工會及團體發表聯合聲明，指正常採訪工作被判違法，是狠狠地摧毀香港僅餘的新聞自由，嚴重衝擊第四權，令新聞自由響起喪鐘。對此感到心情沉重，悲憤莫名，痛心疾首。傳媒界亦指出裁判官徐綺薇說法不合理、矛盾且違反公義。2021年5月5日，蔡玉玲在Facebook透露會就案件提出上訴，形容是為追求公義。到2023年1月17日，終院常任法官批出上訴許可，擇日頒下決定理由，而案件將於5月3日聆訊。
2023年6月5日，香港終審法院頒下判詞，裁定蔡玉玲上訴得直，撤銷其定罪及刑罰。新聞行政人員協會及記者協會歡迎裁決。

### 多次被廣播處長抽起
原定在2021年3月29日播出探討傳媒空間的一集，廣播處長李百全過目後認為不符合要求，或會被抽起。其後原定改為播出大學「斷莊」的現象的一集亦被抽起。該集的製作團隊訪問中大學生會當選內閣「朔夜」由參選到當選的過程、理大學生會成員、中大校董劉國勳和立法會教育事務委員會成員容海恩。有港台中人表示至今仍然未有人向他們交代抽起節目的原因。中大學生會當選內閣「朔夜」內務副會長何思珩認為，港台抽起節目的安排是侮辱製作團隊及侮辱港人的智慧，理大學生會會長胡偉權對製作團隊付出的努力付諸流水感到遺憾。而建制派立法會議員容海恩指抽起節目並非最好的處理方法。有消息更指出，如果節目被抽起，編採團隊或須賠償製作費。而之後製作的集數，需要先由廣播處長李百全預先審批選題。
事隔兩個星期，原定在4月12日播出，探討新冠肺炎疫苗的專題節目，再次被李百全抽起，同時段則改由文教組製作的集數頂替。
到2021年5月，原定在5月17日播出「完善選舉制度」專題在播放前2日突然被抽起，該集經過管理層審批才開拍，並訪問了曾參選功能組別落敗、香港青聯交流基金會主席楊全盛，以及大律師馬恩國等。負責該集內容的編導即遞信辭職，最後改為播放「我家有個大BB」，講述認知障礙症。港台表示抽起節目與事實不符，認為是切實履行編輯責任。香港電台節目製作人員工會質疑港台的說法只是玩弄語言偽術，工會對此感到憤怒並予以譴責。

### 節目改由綜合節目、文教及康體組製作
2021年3月底，港台人士消息表示原本由「公共事務組」負責的《鏗鏘說》和《鏗鏘集》，將分別改由「綜合節目組」和「文教及康體組」負責處理，暫時未知屬單一安排，還是長遠改動。港台表示為加強編輯管理和流程更暢順，廣播處長及港台高層管理人員已引入新機制，保障節目符合《約章》及《守則》要求。同時指出編輯的討論，處理手法以及人力資源的調配屬港台內部事務，港台不會作公開評論。

### 舊集數被刪除
2021年5月3日，港台刪除YouTube頻道及Facebook主頁上的大量《鏗鏘集》舊集數，遭刪除集數為上架超過1年的片段，包括探討警察投訴機制的《控訴》、有關泛民部署出戰原定2020年9月立法會選舉的《搶灘》等，以及講述2019冠狀病毒病居家抗疫的《我天天在家》、介紹2019冠狀病毒病疫情對香港中學文憑考試影響的《考期》等非政治議題集數。根據鏗鏘集播放清單，426條影片中只有57條可正常播放，餘下369集悉數遭刪除。儘管港台發言人表示做法是與港台網頁僅提供過去12個月節目重溫的的一貫做法看齊，但港台節目製作人員工會表示昔日節目是港人共同財產，屬於公共財產，質疑刪片理據是否合理。

### 管理層禁六四、721 議題 監製李賢哲辭職
2021年5月6日，負責監製「7.21 誰主真相」並奪得人權新聞獎的《鏗鏘集》監製李賢哲，已向香港電台辭職。消息指是與港台管理層要求《鏗鏘集》日後只能報道民生議題，禁止再製作六四及7.21事件專題節目有關。李賢哲得悉有關決定後決定辭職。

### 保釣內容因涉及播放國歌 管理層交律政司研有否違《國歌法》
《鏗鏘集》訪問保釣行動委員會成員羅堪就，拍攝他聽到國歌後流淚的畫面。該集原定在4月底播出，不過送交港台管理層審查期間，對方以內容涉播放國歌為由，要求在播出前送交律政司研究有關內容是否會牴觸《國歌條例》。

## 收視
《鏗鏘集》綜合經香港電台網站、流動程式、香港電台YouTube頻道及Facebook專頁統計，於2020年3月14日經Facebook專頁發布「十大最多瀏覽人次集數」，當中最高收視的「721元朗黑夜」瀏覽次數超過840萬次。

## 備注
1. ↑  1996年前英文名稱為[1]

## 外部連結
- 鏗鏘集：香港電台官網（页面存档备份，存于）／facebook專頁（页面存档备份，存于）／香港電台電視部YouTube頻道（页面存档备份，存于）／Podcast重溫（页面存档备份，存于）
- 《鏗鏘集》得獎節目（页面存档备份，存于）
- 《鏗鏘集》1978年迄今的節目資料庫（页面存档备份，存于）
- Hong Kong Connection【鏗鏘集】 2016 ~ 2020 : RTHK : Free Download, Borrow, and Streaming : Internet Archive

## 電視節目的變遷
| 英屬香港 無綫電視翡翠台 星期日 19:00-19:30 時段 | 英屬香港 無綫電視翡翠台 星期日 19:00-19:30 時段 | 英屬香港 無綫電視翡翠台 星期日 19:00-19:30 時段 |
| ----------------------------------------------- | ----------------------------------------------- | ----------------------------------------------- |
|                                                 | 珠璣集（港台節目） （1978.03.12 - ）            |                                                 |
| 不詳 （ - 1978.03.05）                          | —                                               |                                                 |